# گالاکتا
گالاکتا (به انگلیسی: Galacta) یک شخصیت خیالی در کتاب‌های کامیک آمریکایی منتشر شده توسط مارول کامیکس است. او دختر طرد شده شخصیت ابرقدرت و بلعنده جهان‌ها، گالاکتوس است که برای مدت زمانی نامشخص و به شکل یک دختر انسان نوجوان تحت نام گَلی بر روی سیارهٔ زمین مخفی شده است. او بر خلاف پدرش، روش‌های دیگری برای غلبه بر اشتهای خود، بدون نیاز به از بین بردن جهان‌ها پیدا کرده است. این شخصیت توسط آدام وارن و هکتور سویا لویان خلق شده است که برای نخستین بار در شمارهٔ ۲ از مارول اسیستنت-اندازه دیدنی (ژوئن ۲۰۰۹) حضور پیدا کرد.

## توانایی‌ها و قدرت‌ها
گالاکتا خود را به عنوان یک‌نیمه-ایزد و نهاد کیهانی دارای علم لایتناهی و قدرت کیهانی توصیف می‌کند که از توانایی‌هایی مشابه با پدرش، اما در مقیاس پایین‌تر برخوردار بوده و حتی قادر به بلعیدن جهان است. از برخی توانایی‌های او می‌توان به شناور بودن در هوا و پرواز، کنترل و بکارگیری انرژی، انحراف زمان، بازسازی مولکولی، دورنوردی خود و دیگران در فضا و زمان، نامرئی شدن و واسط مغز و رایانه اشاره کرد. به دلیل جوان بودن، استفاده بیش از حد از قدرت‌هایش (همانند آگاهی کیهانی) برای او کار نسبتاً دشواری است، و در حال حاضر سعی در آموزش چگونگی کنترل آن‌ها را به خود دارد. اخیراً خبر بارداری گالاکتا، به‌طور چشمگیری بر قدرت‌هایش تأثیر گذاشته است به طوری که مانع کنترل آن‌ها (حداقل تا زمان زایمان) می‌شود.